# Premis del Sindicat Nacional de l'Espectacle de 1950
Els desens Premis Nacionals de Cinematografia concedits pel Sindicat Nacional de l'Espectacle corresponents a 1950 es van concedir el 1951. Es va concedir únicament a les pel·lícules i no pas al director o als artistes, i es va distingir per la seva dotació econòmica. Es van repartir un total de 2.500.000 pessetes, repartits en un premi de 500.000 pessetes, un de 450.000 pessetes, un de 400.000 pessetes, un de 350.000 pessetes, un de 300.000 pessetes, un altre de 250.000 pessetes i dos de 150.000 pessetes.

## Guardonats de 1950
| Categoria | Premi       | Pel·lícula premiada         | Director                   |
| --------- | ----------- | --------------------------- | -------------------------- |
| 1r. lloc  | 500.000 pts | Don Juan                    | José Luis Sáenz de Heredia |
| 2n lloc   | 450.000 pts | Agustina de Aragón          | Juan de Orduña             |
| 3r lloc   | 400.000 pts | Pequeñeces                  | Juan de Orduña             |
| 4t lloc   | 350.000 pts | La revoltosa                | José Díaz Morales          |
| 5è lloc   | 300.000 pts | Brigada criminal            | Ignasi F. Iquino           |
| 6è lloc   | 250.000 pts | Teatro Apolo                | Rafael Gil Álvarez         |
| 7è lloc   | 150.000 pts | La honradez de la cerradura | Luis Escobar               |
| 8è lloc   | 150.000 pts | Apartado de correos 1001    | Juli Salvador i Valls      |